# Thomas Roch Dupland
Thomas Roch Dupland (* 3. Februar 1996 in Sallanches) ist ein ehemaliger französischer Skispringer.

## Werdegang
Roch Dupland, der für den Wintersportverein Les Contamines Montjoie aus dem Skikomitee Mont Blanc startete, begann im Alter von neun Jahren mit dem Skispringen. Sein internationales Debüt gab er bei den Nordischen Skispielen der OPA 2011 in Baiersbronn, wo er im Schülerwettkampf den zwölften Rang belegte. Am 28. September 2012 nahm er in Oberstdorf erstmals an einem Alpencup-Springen teil. Diese Wettkampfserie für Junioren der OPA diente in den folgenden Jahren als wichtiger Leistungsvergleich auf internationaler Ebene. Bei einem rein vom internationalen Skiverband organisierten Wettkampf debütierte er im Rahmen ds FIS-Cup-Wettbewerbs in Einsiedeln am 7. September 2013, wo er den 35. Platz belegte. Bei den Nordischen Junioren-Skiweltmeisterschaften 2014 in Predazzo sprang Roch Dupland auf Rang 49 im Einzel und wurde zudem Zwölfter im Team. Nachdem er bereits an 22 Alpencup-Wettbewerben teilgenommen hatte, gelang ihm am 16. Januar 2015 in Oberwiesenthal erstmals der Sprung in die Punkteränge. Wenige Wochen später nahm er an den Nordischen Junioren-Skiweltmeisterschaften 2015 in Almaty teil, wo er lediglich im Einzel zum Einsatz kam und dabei den 40. Platz erreichte. Nach weiteren Punktgewinnen in Kranj und Chaux-Neuve nahm Roch Dupland den 41. Platz in der Alpencup-Gesamtwertung ein. Zum Saisonabschluss wurde er gemeinsam mit Noëlig Revilliod Blanchard, François Braud und Vincent Descombes Sevoie erstmals französischer Meister im Team. 
Zum Winterauftakt 2015/16 debütierte Roch Dupland in Lillehammer im Continental Cup, verpasste jedoch an allen drei Wettkampftagen die Punkteränge. Im weiteren Saisonverlauf versuchte er sich regelmäßig in dieser als Unterbau zum Weltcup fungierenden Wettkampfserie, doch stellte der 31. Platz in Bischofshofen sein bestes Saisonergebnis dar. Bei den Nordischen Junioren-Skiweltmeisterschaften 2016 in Râșnov sprang Roch Dupland auf Rang 41 im Einzel und wurde zudem gemeinsam mit Jonathan Learoyd, Noëlig Revilliod Blanchard und Paul Brasme Zehnter im Team. Ende März verteidigte er bei den französischen Meisterschaften in Courchevel den Titel im Team. Am 11. Dezember 2016 sprang er als 30. in Vikersund erstmals in die Punkteränge des Continental Cups und sicherte sich so ein zwei Jahre andauerndes Startrecht im Weltcup. Im Februar 2017 nahm er an der Winter-Universiade 2017 in Almaty teil, wo er den 26. Platz belegte. Wenige Tage später wurde er beim Continental-Cup-Wochenende in Erzurum Elfter und Dreizehnter, was die besten Resultate in dieser Wettkampfserie in seiner Karriere darstellten. Die Saison schloss er auf dem 83. Platz in der Winterwertung des Continental Cups ab. Bei den französischen Meisterschaften im Juli 2017 in Chaux-Neuve wurde Roch Dupland Siebter sowie erneut Meister im Team. Wenige Wochen später wurde er in der Qualifikation für das Grand-Prix-Springen disqualifiziert und verpasste so seinen ersten Einsatz auf höchster Ebene im Sommer. Auch bei seiner ersten Teilnahme an einem Ausscheidungsspringen für ein Weltcup-Wettbewerb am 16. Dezember 2017 in Engelberg konnte er sich nicht qualifizieren. Daher trat er im restlichen Saisonverlauf wieder im Continental Cup an, wo er mehrmals Punktgewinne erzielen konnte und in der Winterwertung zweitbester Franzose war. Im März war er bei der Raw Air 2018 wieder Teil des französischen Weltcup-Aufgebots, doch verpasste er an den ersten drei Stationen die Qualifikation und ging beim Skifliegen in Vikersund nicht mehr an den Start. Bei den französischen Meisterschaften 2018 in Prémanon wurde er Vizemeister hinter Jonathan Learoyd und gewann so seine einzige nationale Einzelmedaille.
Am 28. Juli 2018 debütierte Roch Dupland in Hinterzarten im Grand Prix und belegte dabei den 47. Platz. Auch in Courchevel stand er im Hauptfeld, blieb aber erneut punktlos. Im Winter 2018/19 nahm er lediglich an den Continental-Cup-Wochenenden in Engelberg und Planica teil, kam jedoch über den 49. Platz nicht hinaus. Nach der Saison gab er sein Karriereende bekannt.

## Statistik

### Continental-Cup-Platzierungen
| Saison  | Sommer | Sommer | Winter | Winter | Gesamt | Gesamt |
| Saison  | Platz  | Punkte | Platz  | Punkte | Platz  | Punkte |
| ------- | ------ | ------ | ------ | ------ | ------ | ------ |
| 2016/17 | —      | —      | 083.   | 47     | 110.   | 47     |
| 2017/18 | —      | —      | 058.   | 68     | 082.   | 68     |